# Great-Otway-Nationalpark
Der Great Otway National Park ist ein Nationalpark in Victoria an der Südküste Australiens. Das 1032 Quadratkilometer große Areal zieht sich als langgestreckter Landstreifen von Anglesea im Osten bis fast zum Cape Otway im Westen, teilweise an der Küste entlang und teilweise durch das Hinterland.

## Geschichte
Das Gebiet wurde 2004 als Nationalpark deklariert. Dazu wurden der vormalige Otway National Park, der Angahook-Lorne State Park, der Carlisle State Park, der Melba Gully State Park, Teile des Otway State forest und eine Reihe staatlicher Flurstücke zu einem einzigen Nationalpark zusammengefügt. Die Gründung folgte der öffentlichen Kampagne einer Bürgerinitiative namens Otway Ranges Environment Network.
Der Park weist eine große Vielfalt von Landschaften und Ökosystemen auf. Es gibt offene Gras- und Buschflächen, das Ergebnis der Rodung durch frühe Siedler, aber auch große, ursprüngliche Waldgebiete. In Küstennähe herrschen lichte Eukalyptuswälder vor, man findet aber auch offene Küstenheide, Klippen-, Dünen- und Mündungslandschaften. Weiter landeinwärts findet man dichten, dunklen gemäßigten Regenwald.
Die Great Ocean Road streift einen großen Teil des Parks. Wanderer finden im Great Ocean Walk eine 91 km lange Route, die sie abseits der Straße in acht Tagen über Klippen, einsame Strände und Wälder führt. Übernachtungsmöglichkeiten entlang des Pfades sind eingerichtet. Wer eine kürzere Wanderung sucht, kann über planvoll eingerichtete Stichpfade und Zugänge den Hauptpfad erreichen und wieder verlassen.
Weitere Sehenswürdigkeiten im Park sind:
- Cora Lyn, Kaskade
- Erskine-Fälle
- Wrack der 1878 auf Grund gelaufenen Fiji
- Hopetoun-Fälle
- Kalimna-Fälle
- Maits Rest
- Straw-Fälle
- Lake Elizabeth, durch Erdrutsch im August 1953 entstandener See

Der 1848 erbaute Leuchtturm von Cape Otway gehört zwar selbst nicht mehr zum Park, liegt aber unmittelbar westlich von dessen Grenze und am Great Ocean Walk.
Der Melba Gully Boardwalk führt über einen Holzsteg über die Farnbüsche des dunklen schattigen Regenwaldes hinweg. Bei den Triplet Falls führt in 25 Meter Höhe der Fly Tree Top Walk in Form von Holzstegen durch das Dach das Regenwaldes, vorbei an bis zu 100 Meter hohen Stämmen des Königseukalyptus.

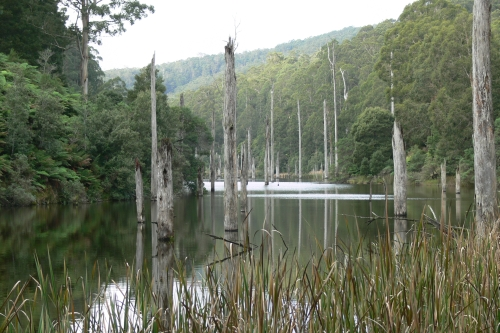
Lake Elizabeth
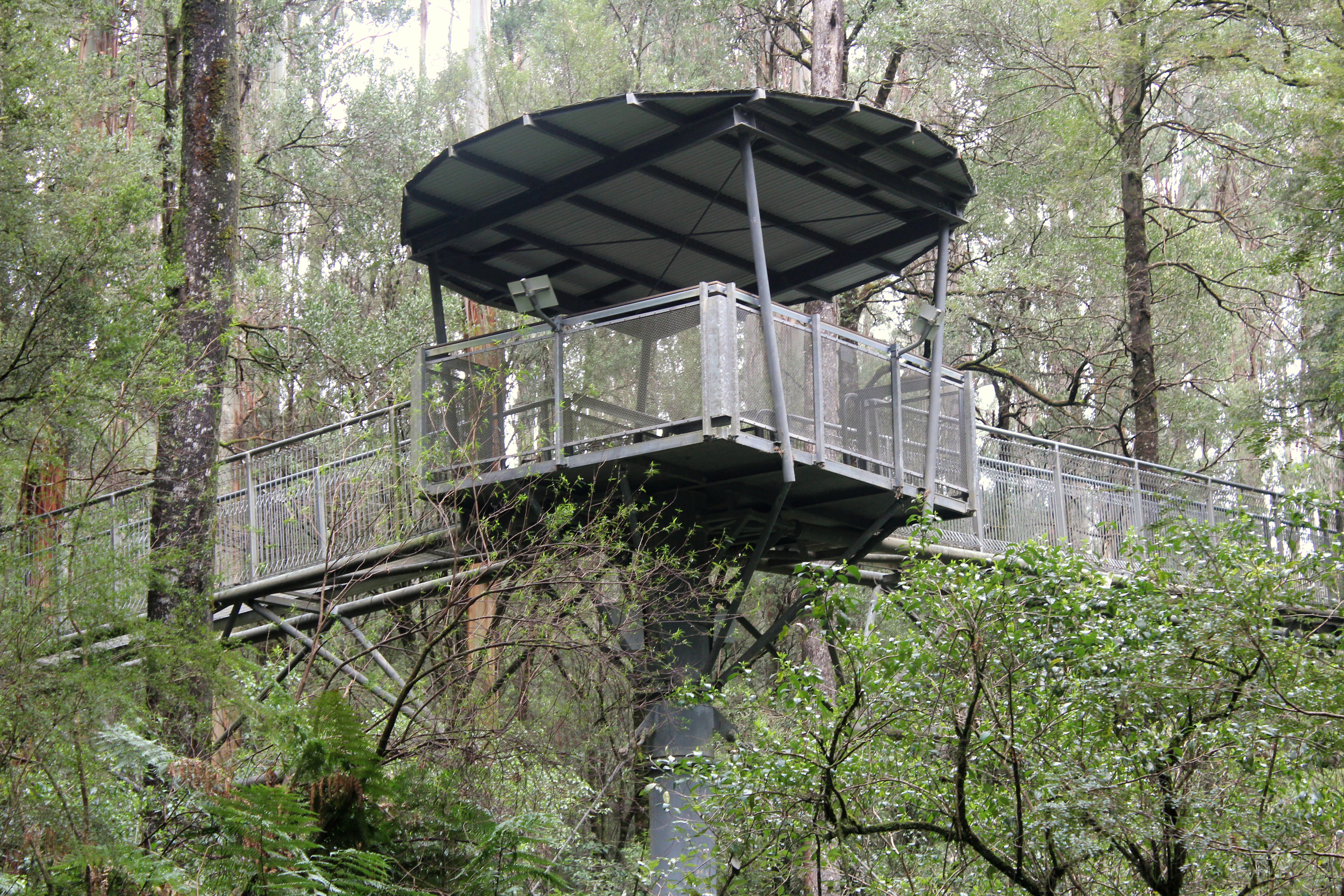
Baumkronenpfad
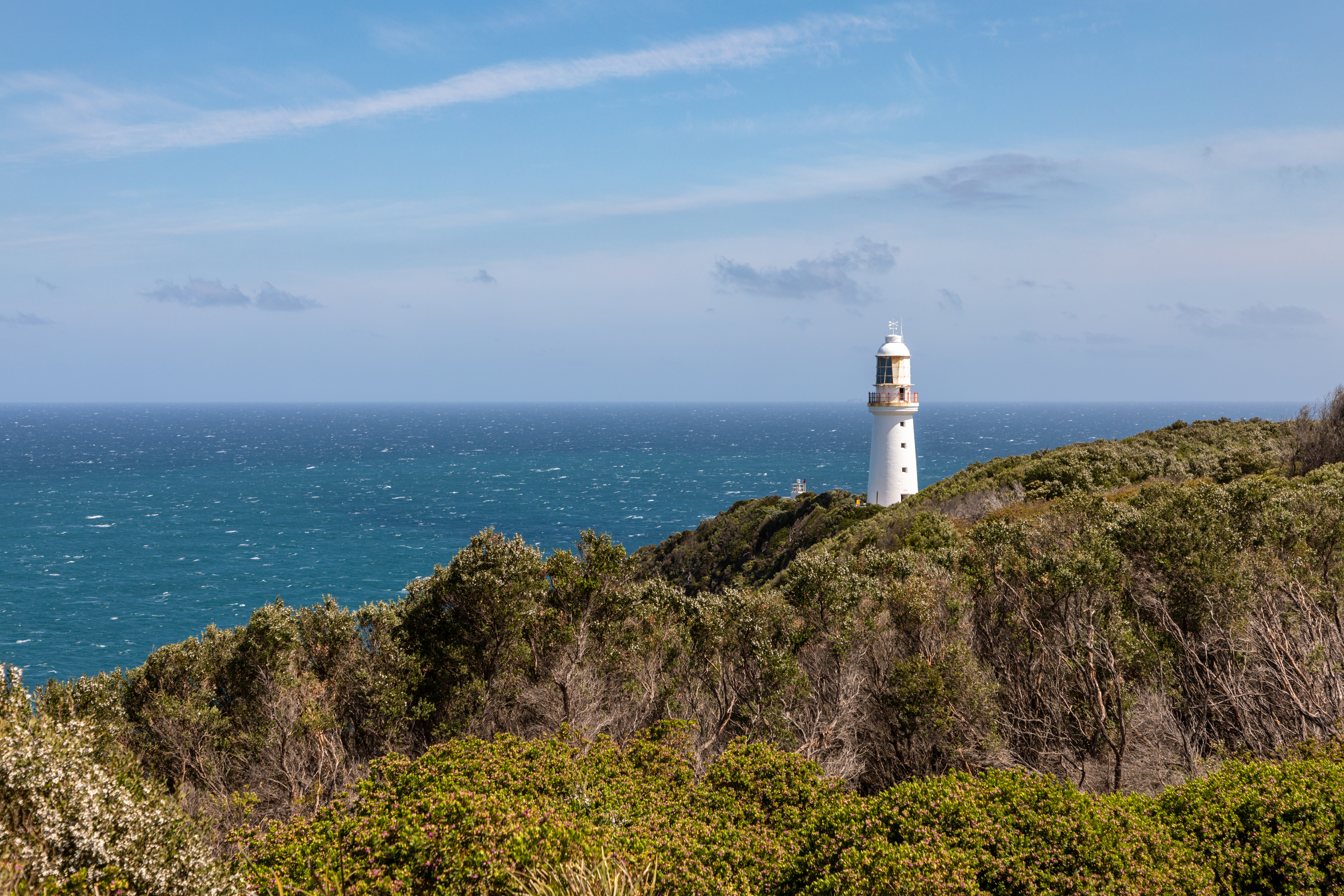
Cape Otway Leuchtturm